# ژنرال زاد
ژنرال زاد (به انگلیسی: General Zod) با نام کامل درو-زاد، یک شخصیت خیالی ابرشرور در کتاب‌های کامیک آمریکایی منتشر شده توسط دی‌سی کامیکس است که اغلب به عنوان دشمن شخصیت ابرقهرمان سوپرمن تصویر می‌شود. شخصیت ژنرال زاد توسط رابرت برن‌اِستین و جورج پَپ خلق شده‌است که برای اولین بار در شمارهٔ ۲۸۳ مجموعه کمیک‌های ماجراجویی (آوریل ۱۹۶۱) حضور پیدا کرد. زاد جنگ‌سالاری در سیارهٔ کریپتون، زادگاه سوپرمن به‌شمار می‌رود، و به عنوان یک کریپتونی، توانایی‌ها و قدرت‌هایی مشابه با سوپرمن دارد و همچنین در کنار شخصیت‌هایی مثل لکس لوتر، دارک‌ساید، و برین‌یاک یکی از بزرگ‌ترین دشمنان او محسوب می‌شود. ژنرال درو-زاد یکی از اعضای انجمن نظامی کریپتون بود که پس از تلاش نافرجامش برای تسخیر کریپتون، توسط جور-ال (پدر سوپرمن) به ناحیه فانتوم تبعید شد. با گذشت سال‌ها، پس از گریختن از این ناحیه، زاد سوپرمن و سیارهٔ زمین را مورد هدف قرار داد.
ترنس استامپ بازیگر بریتانیایی نقش این شخصیت را در فیلم‌های سوپرمن (۱۹۷۸) و سوپرمن ۲ (۱۹۸۰) ایفا کرده بود. همچنین مایکل شنون به ایفای نقش یک تجسم متفاوت از ژنرال زاد در دنیای توسعه‌یافته دی‌سی شامل فیلم‌های مرد پولادین (۲۰۱۳)، و فلش (۲۰۲۳)، و کلوم بلو در مجموعه تلویزیونی اسمالویل پرداخته‌اند.

## توانایی‌ها و قدرت‌ها
به عنوان یکی از ساکنین سیارهٔ خیالی کریپتون، ژنرال درو-زاد به واسطهٔ اشعه زرد خورشید، دارای قدرت، سرعت، چابکی، استقامت، حواس، آسیب‌ناپذیری و پایداری بسیار گسترده و ابرانسانی است. او همچنین توسط انرژی الکترومغناطیسی بدنش قادر به پرواز کردن، تنفس منجمد کننده، ایجاد پرتوی گرمایی از چشمان و دید ماوراء طبیعی است. در کنار تمامی این توانایی‌ها، ژنرال زاد رهبر ارتش کریپتون‌ها است و مهارت بالایی در مبارزات تن‌به‌تن و استفاده از سلاح دارد.
از نقاط ضعت ژنرال زاد می‌توان به آسیب‌پذیری در برابر سحر و جادو و دورکاری ذهن اشاره کرد، اگرچه زیان وارد به او در مقابل انسان‌های معمولی به مراتب کمتر است. همانند دیگر ساکنین سیارهٔ کریپتون، زاد نیز در برابر مادهٔ خیالی کریپتونایت آسیب‌پذیر است. اما بزرگ‌ترین ضعف او غرور، خودشیفتگی و ارزیابی بیش از حد توانایی‌هایش است.